# Reinhard Dittel (Physiotherapeut)
Reinhard Dittel (geboren 10. Juni 1956; gestorben 17. Juli 2021 in Bad Hersfeld) war ein deutscher Physiotherapeut.

## Leben und Werk
Reinhard Dittel wuchs auf dem Hof Engelbach bei Niederaula auf. Nach einer Ausbildung zum Krankengymnasten an der von Paul Vogler begründeten Schule in Berlin-Moabit war er an Krankengymnastik-Schulen in Dortmund, Wuppertal und Freiburg tätig. 1984 ließ er sich in einer Praxis mit angegliedertem Fortbildungszentrum nieder. Dort bot er eine Zusatzweiterbildung für Physiotherapeuten und Ärzte an, zu der er im Jahr 1992 eine Monografie im Gustav Fischer Verlag veröffentlichte. 1995 gründete er den Neuromedizin Verlag, in dem er u. a. gemeinsam mit Herwig Hahn von Dorsche ein Lehrbuch der Anatomie veröffentlichte.

## Schriften (Auswahl)
- Reinhard Dittel: Schmerzphysiotherapie. Lehr- und Handbuch des Neuromedizin-Konzepts. Mit Beiträgen von Hans-Georg Baumgarten, Eduard David, Udo Derbolowsky, Magdalene Grenz, Walter Ormann, Berndt Reinhardt, Reinhard Saller, Farhang Samandari, Christoph Schenk, Richard M. A. Suchenwirth. Gustav Fischer, Stuttgart 1992, ISBN 3-437-00638-X.
- Reinhard Dittel (Hrsg.): Rituale in blau. Neuromedizin Verlag, Bad Hersfeld 1997, ISBN 3-930926-09-1.
- Reinhard Dittel: Das Bizepstunnelsyndrom. Neuromedizin Verlag, Bad Hersfeld 1999, ISBN 3-930926-07-5.
- mit Herwig Hahn von Dorsche: Anatomie des Bewegungssystems. Begründet von Hermann Voss und Robert Herrlinger. 2. Auflage. Neuromedizin, Bad Hersfeld 2006, ISBN 3-930926-18-0.
- mit Richard M. A. Suchenwirth: Neurologische Untersuchung. 5. Auflage. Neuromedizin Verlag, Bad Hersfeld 2015, ISBN 978-3-930926-11-4.
- mit Alexander Dittel: Schmerzphysiotherapie. (= Aspekte.. Band 1). Neuromedizin, Bad Hersfeld 2015, ISBN 978-3-930926-28-2.
- Reinhard Dittel: Schmerzphysiotherapie. 18. Auflage. Neuromedizin, Bad Hersfeld, 2018, ISBN 978-3-930926-29-9.